# Septical Anaesthesia
Septical Anaesthesia je první řadové album kapely Kryptor, album je složeno z výběru některých skladeb ze dvou demosnímků.

## Seznam skladeb
1. Neznámý vojín
2. Klášterní tajemství
3. Markýz de Sade
4. Lepra
5. Krysy útočí
6. Padesátý v řadě (Genocida I.)
7. Smrt je samozřejmost (Život nikoliv)
8. Rychlost vítězí
9. Justiční "Omyl"
10. Genocida II.
11. To se nemělo stát
12. Fuck Off (Part A)

## Album bylo nahráno ve složení
- Marcel (Pípa) Novotný – zpěv
- Tomáš Roháček – kytara
- Petr (Kuna) Buneš – kytara
- Filip Robovski – baskytara
- Robert Stýblo – bicí